# Chaserot wi-Jterot
Chaserot wi-Jterot ist ein nach 700 n. Chr. entstandener Midrasch (Auslegung religiöser Texte im rabbinischen Judentum) über die mit bzw. ohne mater lectionis (Buchstabe, welcher die Aussprache eines Vokals andeutet) geschriebenen Wörter der Bibel, der in verschiedenen Fassungen überliefert vorliegt.